# Dichotomius missionus
Dichotomius missionus är en skalbaggsart som beskrevs av Martinez 1947. Dichotomius missionus ingår i släktet Dichotomius och familjen bladhorningar. Inga underarter finns listade i Catalogue of Life.